# Никомах Македонски
Вижте пояснителната страница за други личности с името Никомах.
Никомах (на старогръцки: Νικόμαχος, Nicomachus) e древен македонец, конспиратор по времето на Александър Велики.
Той е брат на Кебалин и любовник (eromenos) на Димн. Историкът на Александър Македонски, Курций Руф пише, че през 330 г. пр. Хр. Димн участва в план за убийството на Александър и разказва на Никомах и му казва имената на конспираторите (Деметрий, Певколай, Никанор, Афобет, Лолай, Диоксен, Археполий, Аминта). Неговият брат Кебалин докладва за този план на генерал Филот. След като той нищо не предприема, Кебалин постига чрез един паж достъп до царя и му докладва имената на всички атентатори. Те веднага са екзекутирани в Дрангиана заедно с телохранителя Деметрий, също така и Филот, понеже не е докладвал и за сигурност и неговият баща генерал Парменион.